# Wet beëdiging en inhuldiging van de Koning
De Rijkswet van 27 februari 1992, houdende bepalingen inzake de beëdiging en inhuldiging van de Koning, kortweg bekend als de Wet beëdiging en inhuldiging van de Koning is een Nederlandse rijkswet die enkele regels stelt voor de inhuldiging van de Koning der Nederlanden die in artikel 32 van de Grondwet is voorgeschreven. Sinds de inwerkingtreding van de wet heeft er één inhuldiging plaatsgevonden zoals bedoeld in de wet, namelijk de inhuldiging van Willem-Alexander in 2013.
Het zijn van Koning is onafhankelijk van het vervullen van de in de wet voorgeschreven formaliteiten: zodra de vorige Koning is overleden dan wel afgetreden is de rechtmatige opvolger van rechtswege Koning (volgens het principe le roi est mort, vive le roi). De eedaflegging door de Koning vormt het centrale deel van de inhuldigingsceremonie; de Koning wordt niet gekroond of gezalfd, zoals in sommige andere monarchieën wel gebruikelijk is.
Artikel 32 Grondwet schrijft voor dat de nieuw aangetreden Koning zo spoedig mogelijk wordt ingehuldigd in de hoofdstad Amsterdam in een verenigde vergadering van de Staten-Generaal, waar hij trouw aan de Grondwet en een getrouwe vervulling van zijn ambt zweert. Artikel 1 van de wet bepaalt hoe de eed luidt die de Koning ingevolge artikel 32 Grondwet moet afleggen, namelijk:
Ik zweer (beloof) aan de volkeren van het Koninkrijk dat Ik het Statuut voor het Koninkrijk en de Grondwet steeds zal onderhouden en handhaven.
Ik zweer (beloof) dat Ik de onafhankelijkheid en het grondgebied van het Koninkrijk met al Mijn vermogen zal verdedigen en bewaren; dat Ik de vrijheid en de rechten van alle Nederlanders en alle ingezetenen zal beschermen, en tot instandhouding en bevordering van de welvaart alle middelen zal aanwenden welke de wetten Mij ter beschikking stellen, zoals een goed en getrouw Koning schuldig is te doen.

Zo waarlijk helpe Mij God almachtig!
Op grond van artikel 2 en 3 van de wet leggen de verzamelde leden van de Staten-Generaal vervolgens hunnerzijds ook een eed (c.q. belofte) af dat zij hem inhuldigen als Koning en zijn koningschap zullen handhaven. Deze eed of belofte wordt niet door ieder lid afzonderlijk volledig uitgesproken, maar door de griffier van de Eerste Kamer (die ex officio ook griffier van de verenigde vergadering is) voorgelezen, waarna ieder lid van de vergadering op zijn beurt "Zo waarlijk helpe mij god almachtig!" dan wel "Dat verklaar en beloof ik!" zegt. De eed of belofte luidt:
Wij ontvangen en huldigen, in naam van de volkeren van het Koninkrijk en krachtens het Statuut voor het Koninkrijk en de Grondwet, U als Koning; Wij zweren (beloven) dat wij Uw onschendbaarheid en de rechten van Uw Koningschap zullen handhaven.
Wij zweren (beloven) alles te zullen doen wat goede en getrouwe Staten-Generaal, Staten van Aruba, Staten van Curaçao en Staten van Sint Maarten schuldig zijn te doen.

Zo waarlijk helpe ons God almachtig!
Dezelfde eed of belofte wordt ook afgelegd door de aanwezige leden van de Staten van Aruba, Staten van Curaçao en Staten van Sint Maarten.